# Bastien Midol
Bastien Midol (Annecy, 3 de agosto de 1990) es un deportista francés que compite en esquí acrobático. Su hermano Jonathan compite en el mismo deporte.
Ganó una medalla de plata en el Campeonato Mundial de Esquí Acrobático de 2013, en el campo a través. Adicionalmente, consiguió una medalla de plata en los X Games de Invierno.

## Medallero internacional
| Campeonato Mundial | Campeonato Mundial  | Campeonato Mundial | Campeonato Mundial |
| Año                | Lugar               | Medalla            | Prueba             |
| ------------------ | ------------------- | ------------------ | ------------------ |
| 2013               | Oslo/Voss (Noruega) | Medalla de plata   | Campo a través     |

| X Games de Invierno | X Games de Invierno    | X Games de Invierno | X Games de Invierno |
| Año                 | Lugar                  | Medalla             | Prueba              |
| ------------------- | ---------------------- | ------------------- | ------------------- |
| 2016                | Aspen (Estados Unidos) | Medalla de plata    | Campo a través      |